# Castillo de Güssing
El castillo de Güssing es un fortín ubicado en Güssing, Austria.

## Historia
El castillo data de 1157. El 30 de junio de 1524, la familia Batthyány lo adquirió, conservando su propiedad gracias a una fundación histórica que se encarga de su cuidado y mantenimiento. El castillo de Güssing se encuentra a 293 metros (961 pies) sobre el nivel del mar. Fundado por Bela III de Hungría, es el más antiguo de Burgenland.
En 1870, el príncipe Philipp Batthyány-Strattmann creó una fundación para la preservación del castillo y el monasterio como estructura histórica.